# 丸山圭三郎
丸山 圭三郎（まるやま けいざぶろう、1933年4月25日 - 1993年9月16日）は、日本のフランス語学者、哲学者。
ソシュール研究の第一人者であり、終生「コトバ」の本質を追究した現代屈指の言語学者・哲学者。著書に『ソシュールの思想』(1981年)、死の不条理と向き合った『生の円環運動』(1992年)など。

## 人物
東京都生まれ。東京教育大学附属高等学校を経て東京大学仏文科卒、同大学院修了。国際基督教大学准教授（アソシエイト・プロフェッサー）を経て中央大学教授。元はフランス語教師で、数多くのフランス語教科書を刊行していたが、そのうちソシュールの言語学に関心を抱き、研究を始めた。日本におけるソシュール言語学研究の第一人者にして、丸山言語哲学とも呼ばれる独自の思想を打ち出した。60歳没。
主著は『ソシュールの思想』『文化のフェティシズム』『生命と過剰』。大のカラオケ好きで、晩年にはカラオケを通じた文化論である『人はなぜ歌うのか』という著作も出した。

## ソシュールの原著研究
ソシュールといえば『一般言語学講義』が有名であるが、これはソシュールの講義録をもとに弟子たちが解釈を加え、ソシュールの思想を歪めたものであると、丸山は言う。たとえば、『一般言語学講義』では、シニフィアンはシニフィエよりも上位の概念であると述べられているが、ソシュールの原著から解釈すれば、両概念に優劣はない。丸山は第三者の手によって恣意的にまとめられた(丸山の見解によれば必ずしもソシュールの真意を捉えているとは言えない)書物ではなく、『一般言語学講義』の原典であった受講者達による講義録・メモやソシュールの残した手稿などをもとに、ソシュール研究を行った。
また、意識の深層における言葉の働きをヴァーティカルな視点から捉えていたのは、二千年前にさかのぼる、インドの大乗仏教学者・ナーガールジュナ（龍樹）の『中論』にもとづいて般若空観を宣揚した＜中観派＞の哲学者たちであり、それはソシュールを先取りしていると提唱した初めての人物である（＜中観派＞とともにインド大乗仏教の二大系統の一つであり、ヴァスバンドゥー（世親）らによって唱道された＜唯識派＞においては、ソシュールのみならず、フロイトの先取りとも言えると主張する）。

## 丸山言語哲学における関係主義
従来のほとんどの文化や思想は実体主義に基づいている。丸山は言語学の観点から実体主義を解体し、そこからの転回を試みる。廣松渉や大乗仏教教義における関係主義は、解体に徹し転回を怠っているという点で、丸山とは異なる。

## 『生命と過剰』"三部作"構想
丸山は『生命と過剰』を、三部作として構想していたことを述べているが、第二部刊行間もなくに病没したことで、第三部は未刊となった。第二部をもって、第三部は必要がないほど完結しているという意見もある。
丸山本人は、第一部は「原理論」と位置づけ、第二部では音楽の問題などを扱うとも述べていた。「ゲシュタルト化する人間的実践は、音楽が最初なのではないか」との考えから、ピタゴラスの音階からはじめて、各地域の音階や音律の問題などを研究する予定であった。ただし第二部でこの課題は果たされなかった。

## 影響をうけた人物
丸山がフランスの作家ジュリアン・グリーンの研究から出発したことを、丸山の視座を決定した要因として重視する指摘がある。
丸山の後期の著作では、ソシュールと並びジャック・ラカンへの肯定的な言及が多い。
晩年の丸山は、言語と存在について井筒俊彦と共通する認識を有し、井筒を高く評価した。さらに阿頼耶識など深層意識のモデルに関する井筒の考え方を、自らのモデル構築において参照した。ただし、丸山は芸術・創造活動への関心が強く、自らのモデルも、神秘主義ではなくその面から論じた。

## 著書

### 単著
- 『ディクテで学ぶ生きたフランス語』日本放送出版協会, 1955
- 『フランス語会話文章の入門 マルタン家の人々と = En France avec les Martin』第三書房, 1968
- 『やさしい中級フランス語 講読とテーム』第三書房, 1969
- 『言語とは何か ソシュールとともに』朝日出版社, 1974
- 『NHKフランス語入門』日本放送出版協会, 1969
- 『丸山フランス語文法読本』早美出版社, 1978
- 『すぐにつかえるフランス語』朝日出版社, 1980
- 『フランス語の発音のすべて = La prononciation Française』駿河台出版社, 1980
- 『ソシュールの思想』岩波書店, 1981
- 『フランス語とフランス人気質』日本放送出版協会, 1982
- 『ソシュールを読む』岩波書店〈岩波セミナーブックス〉, 1983。講談社学術文庫, 2012
- 『文化記号学の可能性』日本放送出版協会, 1983。夏目書房（増補完全版）, 1993
- 『文化のフェティシズム』勁草書房, 1984
- 『欲望のウロボロス』勁草書房, 1985、オンデマンド版2013
- 『言葉のエロティシズム』紀伊国屋書店, 1986
- 『フェティシズムと快楽』紀伊国屋書店, 1986
- 『文化=記号のブラックホール』大修館書店, 1987
- 『生命と過剰 第一部』河出書房新社, 1987
- 『言葉と無意識』講談社現代新書, 1987
- 『言葉・文化・無意識』河合文化教育研究所〈河合ブックレット〉、進学研究社(発売), 1988
- 『欲動』弘文堂〈思想選書〉, 1989
- 『言葉・狂気・エロス 無意識の深みにうごめくもの』講談社現代新書, 1990。講談社学術文庫, 2007
- 『カオスモスの運動』講談社学術文庫, 1991
- 『人はなぜ歌うのか』飛鳥新社, 1991。岩波現代文庫, 2014
- 『生の円環運動』紀伊国屋書店, 1992
- 『ホモ・モルタリス 生命と過剰 第二部』河出書房新社, 1992
- 『言葉とは何か』夏目書房, 1994、改訂新版2001。ちくま学芸文庫, 2008
- 『丸山圭三郎著作集』（全5巻）岩波書店, 2013～2014。編集委員 加賀野井秀一・前田英樹
  - 『Ⅰ ソシュールの思想』
  - 『Ⅱ 文化のフェティシズムへ』
  - 『Ⅲ 言語の深層／深層の言語』
  - 『Ⅳ 生命と過剰』
  - 『Ⅴ 人と思想』

### 共編著
- 楽しいフランス語入門 福井芳男 駿河台出版社, 1967
- フランス語入門 スタンダード 福井芳男 大修館書店，1970
- 現代のフランス語 アニー・プティ 三修社, 1971
- ボンジュール パリ フランス語のこころ 福井芳男 三修社, 1975
- ポケット・フランス旅行会話 滝田文彦 三修社, 1982
- 唯幻論vs唯言論 岸田秀・三浦雅士 はーべすたあ編集室, 1984
- 記号学批判 〈非在〉の根拠 竹田青嗣 作品社, 1985
- ソシュール小事典（編著）大修館書店, 1985
- 記号的世界と物象化 廣松渉 情況出版, 1993、新版 現代思想の「起原」 同, 2005
- 人はなぜ死を恐れるのか 黒鉄ヒロシ メディアファクトリー, 1994

### 翻訳
- 言語学とは何か   ジョルジュ・ムーナン（フランス語版） 福井芳男・伊藤晃共訳 大修館書店, 1970
- ソシュール 構造主義の原点　 G.ムーナン 福井芳男・伊藤晃共訳 大修館書店, 1970
- 記号学入門    G.ムーナン　福井芳男・伊藤晃共訳 大修館書店, 1973
- 記号学とは何か メッセージと信号    ルイ・プリエート（フランス語版） 白水社, 1974
- 意味論とは何か    G.ムーナン　福井芳男・伊藤晃共訳 大修館書店, 1975
- 実践の記号学     ルイ・プリエート　加賀野井秀一共訳 岩波書店，1984